# Chiesa dei Santi Quirico e Giulitta (Brenta)
La chiesa dei Santi Quirico e Giulitta anche conosciuta come Santuario della Beata Vergine delle Grazie, a cui è dedicata una solenne festa nei primi giorni di settembre, è un edificio religioso, risalente al XII secolo e successivamente modificato, che si trova a Brenta, in provincia di Varese e diocesi di Como.

## Storia
Sorse nel XII secolo come parrocchiale del paese di Brenta, in posizione elevata, distante dal centro abitato posto nel fondovalle. A causa della scomodità gli abitanti ottennero nel XVI secolo lo spostamento della parrocchia nella nuova chiesa dei santi Vito e Modesto nel centro del borgo. L'edificio di San Quirico fu successivamente sottoposto a vari lavori di modifica. il campanile conserva intatte le vestigia del periodo romanico.